# Jonathan Hickman
Pour les articles homonymes, voir Hickman.
Jonathan Hickman, né le 3 septembre 1972 en Caroline du Sud, est un scénariste et dessinateur de comics américain.

## Biographie
Jonathan Hickman a travaillé pour l'éditeur américain Image Comics, scénarisant des séries ou mini séries, faisant lui même les dessins pour certaines. 
The Nightly News (2006-2007), The Manhattan Projects (2012-2017), East of West (2013-en cours).
Il est aussi connu pour des séries écrites pour Marvel comme Les Quatre Fantastiques, FF, S.H.I.E.L.D. puis en 2012, Les Vengeurs et Les Nouveaux Vengeurs (Avengers et New Avengers).
Il écrit ensuite la série Infinity (2013) et Secret Wars (2015) pour Marvel où il officie toujours.
Lors du Comic-Con 2019, il reçoit l'un des prix Inkpot récompensant une personnalité pour l'ensemble de sa carrière.

## Œuvre
Image Comics
- East of West, Urban Comics, scénario de Jonathan Hickman, dessin de Dragotta Nick et Jonathan Hickman
- Projets Manhattan, Delcourt, collection Contrebande

1. Nouvelles expériences, scénario de Jonathan Hickman, dessins de Nick Pitarra, 2013  (ISBN 978-2-7560-3520-8)

- Red Wing, scénario de Jonathan Hickman, dessins de Nick Pitarra, Delcourt, collection Contrebande, 2012  (ISBN 978-2-7560-3138-5)
- The Black Monday Murders, deux tomes, dessins : Tomm Coker.

Marvel Comics
- Les Quatre Fantastiques

Les épisodes originaux #570-588, #600-611 (2009-2011) qu'il a écrit ont été publiés dans plusieurs magazines au fil du temps.
Marvel Icons (1ère série) : n°64-69 (#570-574)
Marvel Icons (2ème série) : n°2-8, 11 (#575-582, #588)
Marvel Icons Hors Série n°22 (#583-588)
Iron Man (3ème série) : n°3-12 (#600-611)
- FF : Pour Future Fondation

En 2011-2012, les 23 épisodes de cette série sont parus en France dans les magazines : 
Marvel Icons (2ème série) : n°12-17 (#1-11)
Iron Man (3ème série) : n°2-12 (#12-23)
- Avengers, Panini Comics

1. Le Monde des Avengers, scénario de Jonathan Hickman, Kieron Gillen et Nick Spencer, dessins de Jamie McKelvie, Luke Ross, Mike Norton, Steve Epting et Jerome Opeña, 2013  (ISBN 978-2-8094-3404-0)
2. Sous le sceau du secret, scénario de Jonathan Hickman, Kieron Gillen et Nick Spencer, dessins de Jamie McKelvie, Luke Ross, Mike Norton, Steve Epting, Jerome Opeña et Adam Kubert, 2013  (ISBN 978-2-8094-3522-1)

- Dark Reign

Tomes 6 à 10 en 2009 (contenant Dark Reign: Fantastic Four The Bridge #1-5)
- Avengers vs. X-Men, Panini Comics

3. Tome 3, scénario de Jonathan Hickman, dessins de John Romita Jr., 2013  (ISBN 978-2-8094-2945-9)
4. Tome 4, scénario de Jonathan Hickman, dessins de John Romita Jr., 2013  (ISBN 978-2-8094-2968-8)
- Dark Reign, Panini Comics, collection Marvel Comics

5. La Cabale, scénario de Jonathan Hickman, Matt Fraction, Rick Remender, Andy Diggle, Daniel Way, Pete Milligan et Kieron Gillen, dessins de Daniel Acuña, Adi Granov, Carmine Di Giandomenico, Max Fiumara, Tonci Zonjic, Paco Medina et Bong Dazo, 2010  (ISBN 978-2-8094-1202-4)
8. Utopia (2/5), scénario de Jonathan Hickman, Matt Fraction, Andy Diggle et Brian Michael Bendis, dessins de Sean Chen, Miguel Sepulveda, Stefano Caselli, et Bill Rosemann, 2010  (ISBN 978-2-8094-1493-6)
11. Frères de sang, scénario de Jonathan Hickman, Rick Remender, Brian Michael Bendis et Karl Kesel, dessins de Mike Mayhew, Alessandro Vitti, Mahmud A. Asrar et Mike Deodato Jr., 2010  (ISBN 978-2-8094-1637-4)
13. Dommages collatéraux, scénario et dessins collectifs, 2010  (ISBN 978-2-8094-1695-4)
14. Le Réveil de la bête, scénario de Jonathan Hickman et Brian Michael Bendis, dessins de Stefano Caselli, Christopher Bachalo et Mike Deodato Jr., 2010
16. La chute, scénario de Jonathan Hickman, Jeff Parker et Brian Michael Bendis, dessins de Wellington Alves, Miguel Sepulveda, Gianluca Gugliotta et Mike Deodato Jr., 2011  (ISBN 978-2-8094-1781-4)
- Iron Man, scénario de Matt Fraction, Panini Comics

1. Démon, co-scénario de Brian Michael Bendis et Jonathan Hickman, dessins de Carmine Di Giandomenico, Mike Deodato Jr. et Salvador Larroca, 2012  (ISBN 978-2-8094-2683-0)
8. Inertie, scénario et dessins collectifs, 2013  (ISBN 978-2-8094-2970-1)
9. Le Futur, co-scénario de Brian Michael Bendis et Jonathan Hickman, dessins de Nick Dragotta, Giuseppe Camuncoli, Mike Deodato Jr. et Salvador Larroca, 2013  (ISBN 978-2-8094-3216-9)
10. Le Dieu Vaisseau, scénario et dessins collectifs, 2013  (ISBN 978-2-8094-3235-0)
- La Légion des monstres, scénario et dessins collectifs, Panini Comics, collection MLax Comics, 2009  (ISBN 978-2-8094-0963-5)
- Marvel Icons, Panini Comics, collection Marvel Comics

Première série
64. Une solution pour tout, scénario de Matt Fraction, Brian Michael Bendis et Jonathan Hickman, dessins de Salvador Larroca, Dale Eaglesham et Stuart Immonen, 2010  (ISBN 978-2-8094-1640-4)
66. Deux par deux, scénario de Matt Fraction, Brian Michael Bendis, Ed Brubaker et Jonathan Hickman, dessins de Salvador Larroca, Dale Eaglesham, Luke Ross, Daniel Acuña et Stuart Immonen, 2010
Deuxième série
2. Éléments premiers, scénario de Matt Fraction, Brian Michael Bendis et Jonathan Hickman, dessins de Salvador Larroca, Dale Eaglesham et Imaginary Friends Studios, 2011  (ISBN 978-2-8094-1874-3)
3. Sans issue, scénario de Matt Fraction, Brian Michael Bendis, Ed Brubaker et Jonathan Hickman, dessins de Salvador Larroca, Dale Eaglesham, Stuart Immonen et Butch Guice, 2011  (ISBN 978-2-8094-1971-9)
5. Stark résistance, scénario de Matt Fraction, Brian Michael Bendis, Ed Brubaker et Jonathan Hickman, dessins de Salvador Larroca, Neil Edwards, Butch Guice et Reginald Hudlin, 2011  (ISBN 978-2-8094-2117-0)
6. La Pépinière, scénario de Matt Fraction, Brian Michael Bendis, Ed Brubaker et Jonathan Hickman, dessins de Salvador Larroca, Neil Edwards, Butch Guice et Imaginary Friends Studios, 2011  (ISBN 978-2-8094-2175-0)
7. Quand tout est perdu, la bataille est gagnée, scénario de Matt Fraction, Brian Michael Bendis, Ed Brubaker et Jonathan Hickman, dessins de Salvador Larroca, Neil Edwards, Butch Guice et Stuart Immonen, 2011  (ISBN 978-2-8094-2196-5)
16. Ascension, scénario de Matt Fraction, Brian Michael Bendis et Jonathan Hickman, dessins de Salvador Larroca, Steve Epting, Barry Kitson, Will Conrad et Mike Deodato Jr., 2012  (ISBN 978-2-8094-2580-2)
- Marvel Stars, Panini Comics, collection Marvel Kiosque

1. Histoires secrètes, scénario de Jeff Parker, Ed Brubaker, Jonathan Hickman, Greg Pak, dessins de Kev Walker, Paul Pelletier, Alessandro Vitti et Mike Deodato Jr., 2011  (ISBN 978-2-8094-1834-7)
3. Perfection, scénario de Jeff Parker, Ed Brubaker, Jonathan Hickman, Greg Pak, dessins de Kevin Walker, Paul Pelletier, Alessandro Vitti et Mike Deodato Jr., 2011  (ISBN 978-2-8094-1967-2)
6. Un éclair dans la nuit, scénario d'Ed Brubaker et Jonathan Hickman, dessins d'Alessandro Vitti, John Denning et Mirko Colak, 2011  (ISBN 978-2-8094-2172-9)
7. Les Retrouvailles, scénario d'Ed Brubaker et Jonathan Hickman, dessins d'Alessandro Vitti, Will Conrad et Mike Deodato Jr., 2011  (ISBN 978-2-8094-2193-4)
8. Renaissance, scénario et dessins collectifs, 2011  (ISBN 978-2-8094-2218-4)
- Nightly News, Urban comics, Collection Urban Indies, #1–6 scénario et dessins, 2006–2007,(184 pages, 2007,  (ISBN 1-58240-766-5) (ISBN 1-58240-766-5))
- Pax Romana, Urban comics, Collection Urban Indies

- SHIELD
  - SHIELD volume 1 La Confrérie du bouclier, scénario de Jonathan Hickman, dessins de Dustin Weaver, Panini Comics, collection 100 % Marvel, 2011  (ISBN 978-2-8094-1909-2)
  - SHIELD Infinity, liant les volumes 1 et 2, 2011. Non paru en France à ce jour.
  - SHIELD volume2, 2011-2018. Non paru en France à ce jour.
- Secret Warriors, Panini Comics, collection Marvel Deluxe

1. Nick Fury : seul contre tous, scénario de Jonathan Hickman et Brian Michael Bendis, dessins de Stefano Caselli, 2012  (ISBN 978-2-8094-2245-0)
2. Le Réveil de la bête, scénario de Jonathan Hickman, dessins d'Alessandro Vitti, 2012  (ISBN 978-2-8094-2413-3)
3. Renaissance, scénario de Jonathan Hickman et Brian Michael Bendis, dessins d'Alessandro Vitti, 2013  (ISBN 978-2-8094-2902-2)

- Ultimate Avengers, Panini Comics, collection Marvel Ultimate

1. Thor, scénario de Jonathan Hickman, dessins de Carlos Pacheco, 2011  (ISBN 978-2-8094-1974-0)
- Ultimate Universe, Panini Comics

1. Qui est Miles Morales ?, scénario et dessins collectifs, 2012  (ISBN 978-2-8094-2570-3)
2. La République en Danger, scénario de Jonathan Hickman, Nick Spencer et Brian Michael Bendis, dessins de Paco Medina Esad Ribic et Sara Pichelli, 2012  (ISBN 978-2-8094-2714-1)
3. Le Nouveau Spider-Man, scénario de Jonathan Hickman, Nick Spencer et Brian Michael Bendis, dessins de Chris Samnee, Carlo Barberi, Brandon Peterson, Esad Ribic, Paco Medina, David Messina et Sara Pichelli, 2012  (ISBN 978-2-8094-2807-0)
4. Le Dieu révélé, scénario de Jonathan Hickman, Nick Spencer et Brian Michael Bendis, dessins de Chris Samnee, Carlo Barberi, Esad Ribic et Sara Pichelli, 2012  (ISBN 978-2-8094-2925-1)
5. Le Retour du Scorpion, scénario et dessins collectifs, 2013  (ISBN 978-2-8094-2976-3)
6. Deux Cités, Deux Mondes, scénario de Jonathan Hickman, Nick Spencer et Brian Michael Bendis, dessins de Butch Guice, Leonard Kirk, Paco Medina, Patrick Zircher, Chris Samnee, Luke Ross et Ron Garney, 2013  (ISBN 978-2-8094-3220-6)
HS1. Œil de Faucon, scénario de Jonathan Hickman, dessins de Rafael Sandoval, 2012  (ISBN 978-2-8094-2586-4)